# Dasypoda sichuanensis
Dasypoda sichuanensis is een vliesvleugelig insect uit de familie Melittidae. De wetenschappelijke naam van de soort is voor het eerst geldig gepubliceerd in 2000 door Wu.